# Акбузов, Туребай Акжоливич
Туребай Акжоливич Акбузов — советский хозяйственный, государственный и политический деятель.

## Биография
Родился в 1910 году в ауле Ботамаймак. 	
Происходит из рода Шымыр племени дулат. Член ВКП(б).
С 1931 года — на хозяйственной, общественной и политической работе. В 1931—1971 гг. — агроном, начальник земельного отдела, директор МТС в Байзакском районе, председатель Исполнительного комитета Чуского района, первый секретарь Джамбулского райкома КПК, начальник Таласского территориального производственного колхозно-совхозного управления, заведующий сельскохозяйственным отделом Таласского райкома, Джамбулского обкома КП Казахстана.
Избирался депутатом Верховного Совета СССР 4-го созыва.
Умер в 1973 году в Джамбуле.